# Piémont (géographie)
Pour les articles homonymes, voir Piémont (homonymie).
Pour l’article ayant un titre homophone, voir Piedmont.

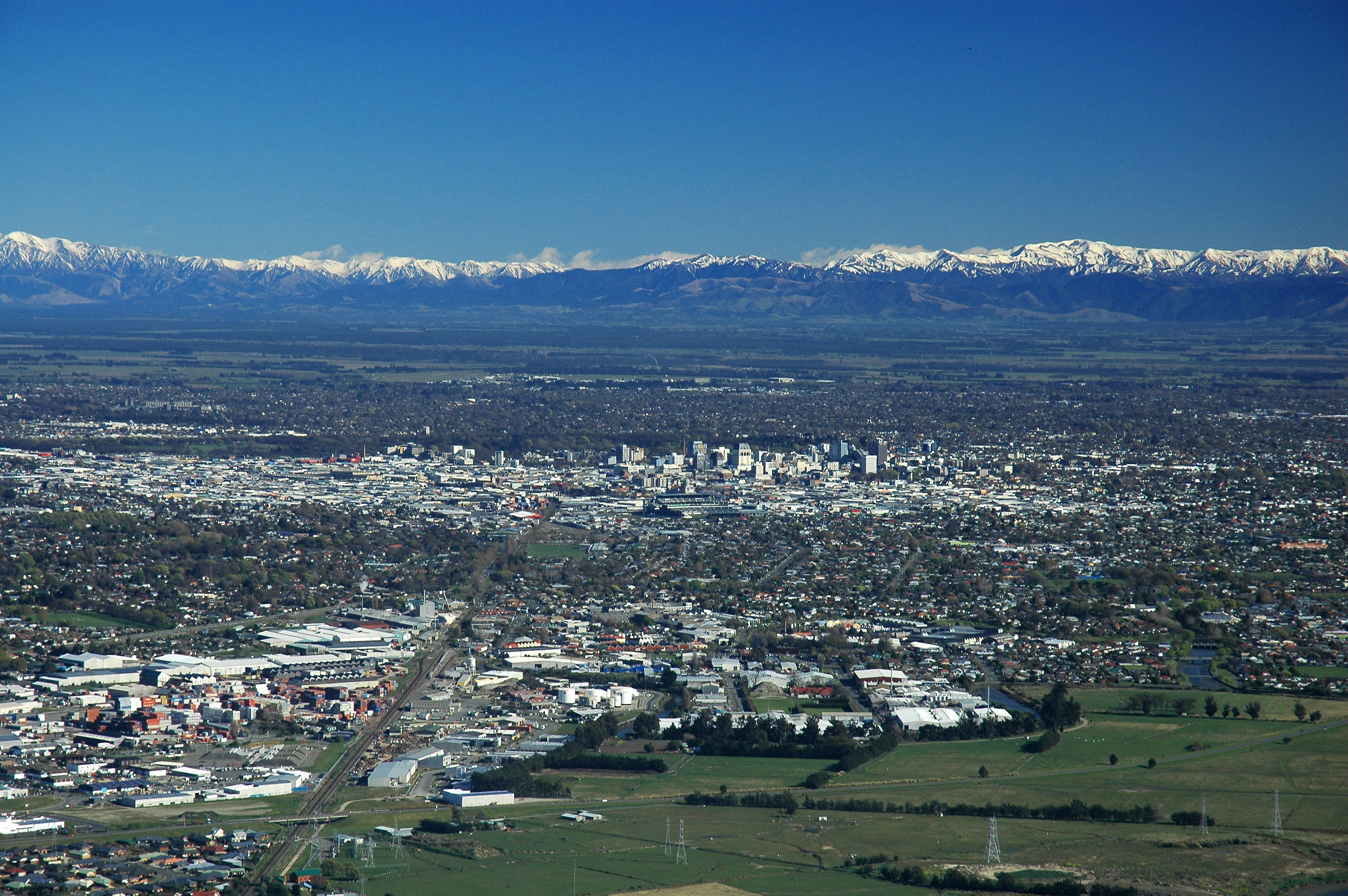
Vue aérienne de Christchurch dans les plaines de Canterbury dominées par les Alpes du Sud, île du Sud, Nouvelle-Zélande.

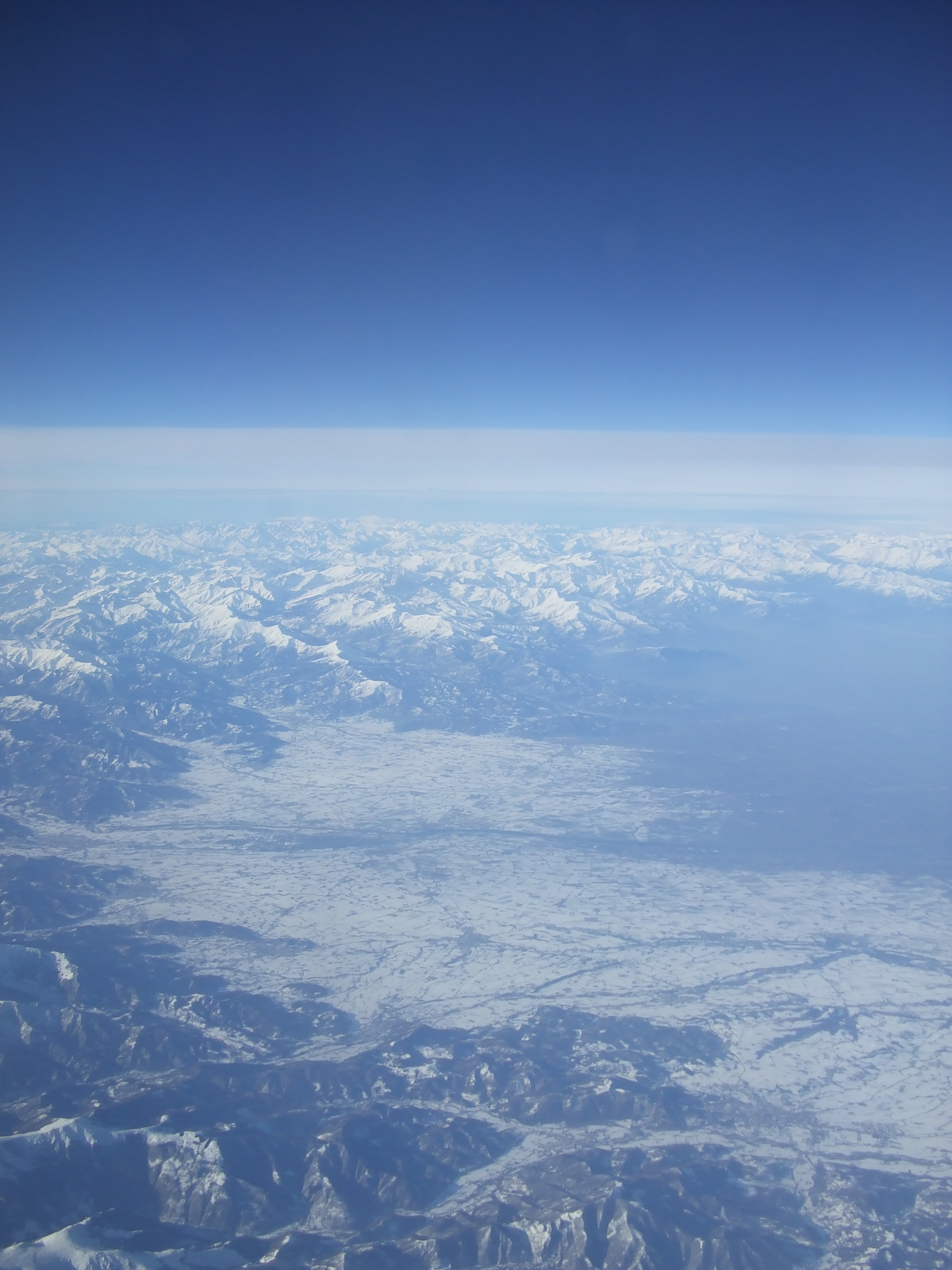
Vue aérienne de la province de Coni (Italie).

Un piémont est en géographie une vaste plaine parfois parsemée de collines et située au pied d'un massif montagneux. Il est constitué d'alluvions (graviers, sables, argiles, etc.) provenant de l'érosion des montagnes et formé par la coalescence des cônes de déjection des différents cours d'eau qui descendent des montagnes en charriant et déposant les produits fluviaux d'érosion. Un piémont formé d'alluvions glaciaires est appelé sandur. Le piémont peut être séparé du cœur de la chaîne de montagnes par un contrefort.
Le terme piémont désigne aussi plus généralement la zone située au pied d'une chaîne de montagnes et ayant des liens (d'ordre physique, démographique ou économique) avec celle-ci.

## Exemples
Ce terme a donné son nom à de nombreux lieux dans le monde qui se situent dans un piémont ou en désignent un. C'est le cas de la région administrative du nord de l'Italie ou bien de la région géographique américaine qui constitue le piémont oriental des Appalaches.
Le piémont de l'Himalaya est formé par la plaine de l'Indus, du Gange et du Brahmapoutre. Le piémont le plus connu des Alpes est celui constituant le nord de la plaine du Pô.